# 이양초등학교 매정분교
이양초등학교 매정분교는 대한민국 전라남도 화순군에 있었던 공립 초등학교이다.

## 학교 연혁
- 1934.05.09 쌍봉간이학교로 개교
- 1944.04.01 이양동공립국민학교로 개칭
- 1950.07.07 이양면 쌍봉리에서 이양면 매정리 466번지(현위치)로 이사
- 1994.09.01 이양국민학교 매정분교장으로 격하
- 1996.03.01 이양초등학교 매정분교로 개칭
- 2007.03.01 이양초등학교로 통폐합